# Rinjani
Il Rinjani è un vulcano attivo dell'isola di Lombok in Indonesia. La sua altitudine è di 3.726 metri sul livello del mare, il che lo rende il secondo vulcano più alto del paese e la cima più elevata dell'isola.
La caldera di 8,5 km per 6 km contiene al suo interno un lago, il Segara Anak (posto a circa 2000 m sopra il livello del mare). Tale caldera si formò in seguito alla violentissima eruzione del Samalas del 1257, una delle più imponenti avvenute durante l'Olocene (VEI pari a 7).
La sua prima eruzione in epoca storica ha avuto luogo nel settembre 1847. La più recente è avvenuta nel 2016. Le eruzioni del 1994, 1995 e 1996 hanno formato un piccolo cono nel centro della caldera, il Gunung Baru (picco a circa 2.300 metri).
Il vulcano e il Segara Anak fanno parte di un parco nazionale istituito nel 1997.